# Volksvereins-Prozesse

Sitz des Volksvereins in Mönchengladbach, um 1900

Die Volksvereins-Prozesse waren zwei Prozesse im nationalsozialistischen Deutschland gegen leitende Persönlichkeiten des Katholischen Volksvereins. Sie wurden 1933 vom Sonderstaatsanwalt des Preußischen Justizministeriums angestrengt. Sie bestanden aus dem Kleinen Volksvereins-Prozess und dem Großen Volksvereinsprozess. Der Versuch, mittels dieser propagandistisch groß aufgezogenen Prozesse den politischen Katholizismus insgesamt zu diskreditieren, scheiterte mangels Belastungsmaterials.
Der 1890 gegründete und mit 6000 Ortsgruppen 1933 aufgelöste Volksverein betrieb seit 1907 den Volksvereinsverlag in Köln. Josef Knecht betrieb die Carolus-Druckerei in Frankfurt am Main, die die linkskatholische Rhein-Mainische Volkszeitung herausgab. 1930 stand der Volksverein im Konkursverfahren. Zuvor noch hatte er seine Aktienanteile am Volksvereinsverlag, so die Anklage, im Oktober 1928 weit unter Nominalwert an die Carolus-Druckerei veräußert.
Im Kleinen Volksvereins-Prozess am Landgericht Mönchengladbach wurden per Anklage vom 14. Oktober 1933 Wilhelm Hohn, ehemaliger Generaldirektor des Volksvereins und Geschäftsführer des Volksvereinsverlages, Friedrich Dessauer, Vorstandsmitglied des Volksvereins, Aufsichtsratsvorsitzender der Carolus-Druckerei, Reichstagsabgeordneter der Zentrumspartei und Berater von Reichskanzler Heinrich Brüning, und Josef Knecht, Geschäftsführer der Carolus-Druckerei, angeklagt. Hohn war nach Österreich geflüchtet. Der Prozess endete im Dezember 1933 nach elf Verhandlungstagen mit dem Freispruch von Dessauer und Knecht. Dessauers Anteile an der Carolus-Druckerei im Wert von 70.000 Mark und ein Betrag von 40.000 Mark, der aus einem Verkauf von Anteilen herrührten, blieben jedoch eingezogen. Dessauer, der von Juli bis Dezember 1933 in Haft war, wurde als Dozent und Leiter des Röntgen-Instituts Frankfurt in den Ruhestand versetzt. Er übernahm 1934 den Lehrstuhl für Radiologie an der Universität Istanbul. Das Gesamtvermögen der Carolus-Druckerei wurde im Januar 1934 aufgrund der Verordnung zum Schutz von Volk und Staat eingezogen. Knecht wurde fristlos entlassen. Am 2. Februar 1934 wurde die Hakenkreuzfahne am „Volksvereinshaus“ gehisst. Der Anwalt von Dessauer, Carl Thormann aus Frankfurt, wurde wegen des in seiner Kanzlei beschlagnahmten Briefwechsels mit dem Pazifisten Friedrich Wilhelm Foerster in die Schutzhaft genommen und im Juli 1934 aus der Rechtsanwaltskammer ausgeschlossen. Er wurde 1999 rehabilitiert. 
Im Großen Volksvereins-Prozess wurden wegen des Vorwurfs der betrügerischen Schädigung der Gläubiger des Volksvereins laut Anklageschrift vom 30. Oktober 1933 außer Wilhelm Hohn und Friedrich Dessauer auch die Vorstandsmitglieder des Volksvereins angeklagt: der ehemalige Reichskanzler Wilhelm Marx, Clemens Lammers, die ehemaligen Reichsminister Heinrich Brauns und Adam Stegerwald, Johannes Joseph van der Velden, Generaldirektor des Volksvereins und späterer Aachener Bischof, M. Commertz, Angestellter des Volksvereins-Verlages und Rechtsanwalt Heinz Kohlen. Der Anwalt Kohlen wurde wegen des Verdachts auf Mitgliedschaft in der KPD festgenommen. Das Verfahren wurde nach einer Übereinkunft zwischen staatlicher und kirchlicher Seite auf ministerielle Anweisung im Januar 1935 eingestellt. 